# Hafenbrücke (Bratislava)
Die Hafenbrücke (slowakisch Prístavný most, bis 1993 Most hrdinov Dukly, zu Deutsch Brücke der Dukla-Helden) ist eine Brücke über die Donau in Bratislava. Sie wurde 1977 bis 1985 als doppelgeschossige Autobahn- und Eisenbahnbrücke errichtet, wobei der Eisenbahnteil bereits 1983 in Betrieb ging. Die Brücke ist nach dem am linken Ufer gelegenen Flusshafen von Bratislava benannt.

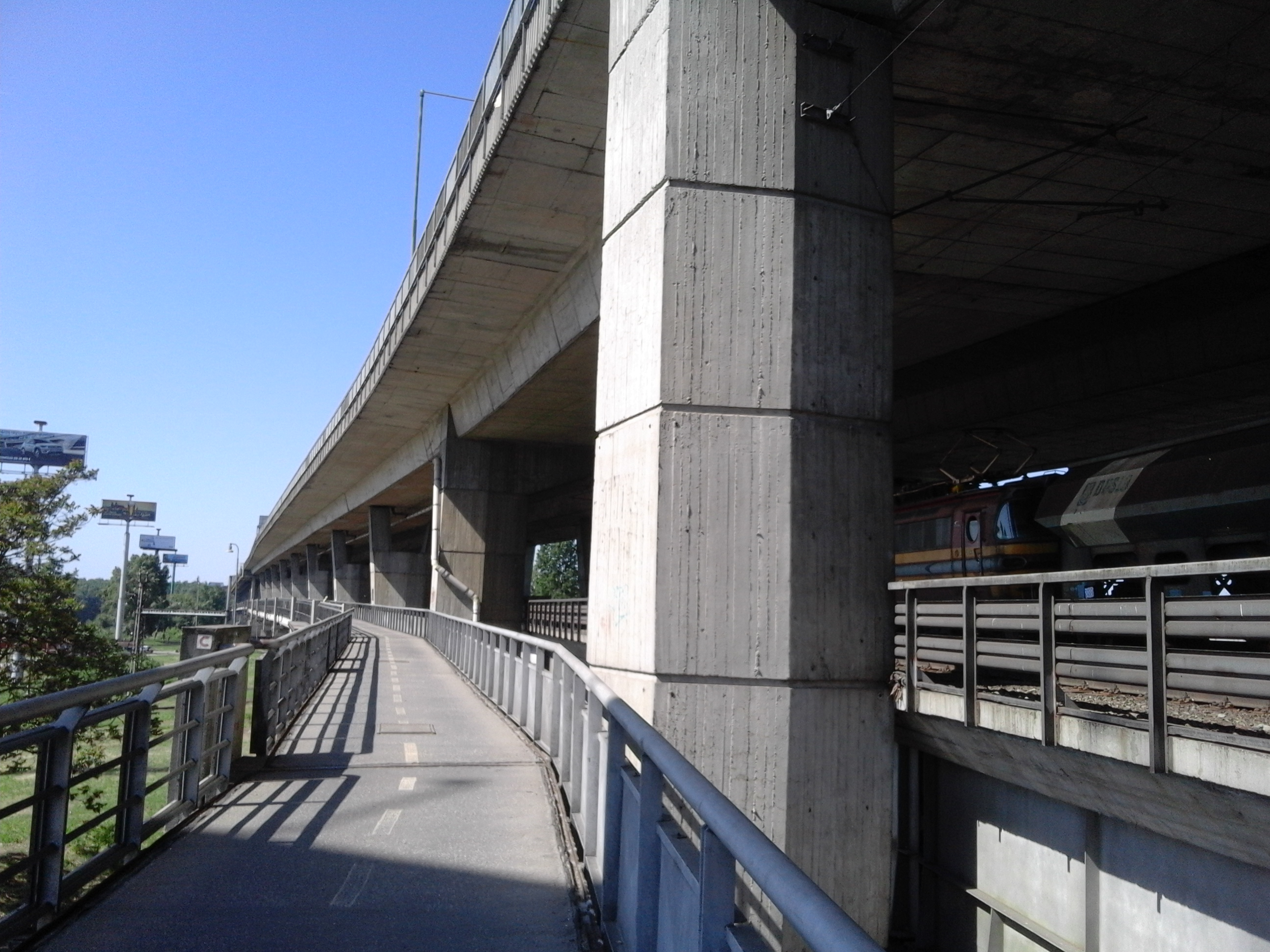
Die Brücke auf der Radweg- und Eisenbahnebene

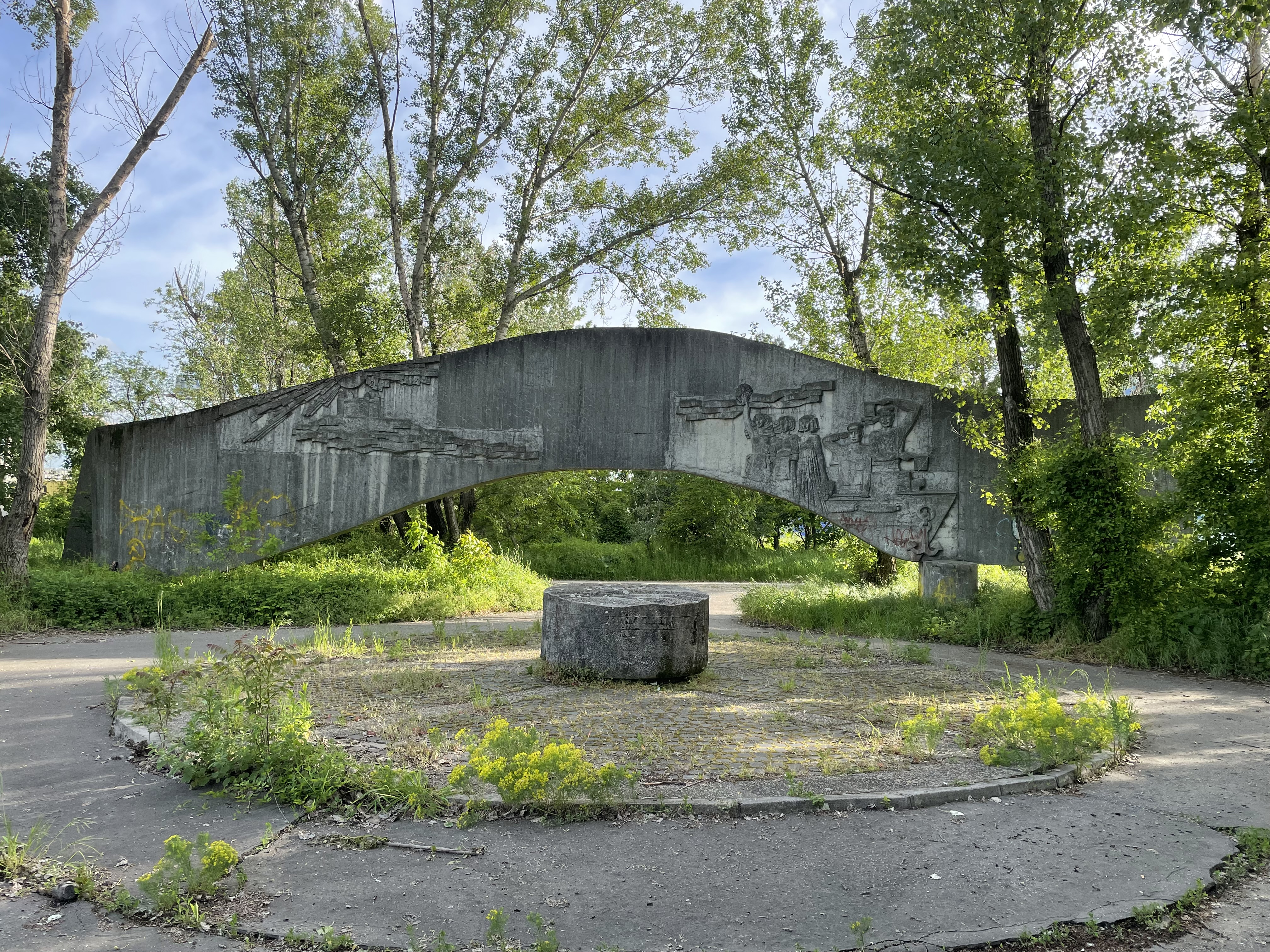
Denkmal und Grundstein auf der linken Donauseite

Die Brücke befindet sich in der Nähe des Flusshafens und stellt eine Verbindung zwischen den Stadtteilen Ružinov und Petržalka her. Das Hauptobjekt misst 460,8 m und hat vier Spannen (102,4 m + 204,8 m + 64,0 m + 89,6 m) und trägt die Autobahn D1 (zur Zeit der Eröffnung D61, hier zusammen mit der Straße 1. Ordnung 61) auf der oberen Ebene sowie die Bahnstrecke Bratislava–Hegyeshalom auf der unteren Ebene. Mit Hochbrücken beiderseits der Donau erreicht die Eisenbahnüberquerung insgesamt eine Länge von 2295 m, die Autobahnüberquerung sogar 2582 m. Die Brücke verfügt auch über Geh- und Radwege beiderseits der Eisenbahnebene. Am rechten Ufer ist die Brücke mit dem Straßennetz außer der Autobahn über die Halbanschlussstelle Bratislava-Dolnozemská cesta, am linken Ufer über den Autobahnknoten Bratislava-Nivy verbunden. Der Hauptplaner war Dopravoprojekt Bratislava, den Bau führte die Firma Doprastav zusammen mit Zulieferern Hutní montáže Ostrava und Mostárna Vítkovice durch. Die Instandhaltung der Brücke ist je nach Verkehrsweg geteilt: die Autobahnebene wird durch die Národná diaľničná spoločnosť, a. s. unterhalten, die Eisenbahnbrücke betreut die Eisenbahngesellschaft Železnice Slovenskej republiky (ŽSR), während die Geh- und Radwege von der Stadt Bratislava gepflegt werden.
Die Brücke wurde ursprünglich für 50.000 Fahrzeuge täglich ausgeführt, muss aber heute stärkere Verkehrsströme bewältigen (Verkehrszählung 2015: 93.344 Fahrzeuge/24 Std.), und gilt als Verkehrsengpass in der Stadt Bratislava, da sie den intensiven Berufsverkehr aufnehmen muss. In den Hauptverkehrszeiten staut sich der Verkehr und die Fahrt durch die Stadt kann durch nur einen kleinen Verkehrsunfall auf der Brücke erschwert werden. Eine Erweiterung der Fahrbahnen wurde aus statischen Gründen abgelehnt. 2005 wurde flussaufwärts die neue Apollo-Brücke eröffnet, die einen Teil des Berufsverkehrs übernommen hatte. Weiter flussabwärts, zwischen Jarovce und Podunajské Biskupice, wurde am 26. September 2021 eine neue, fast 3 km lange Autobahnbrücke im Zuge der Ringautobahn D4, genannt Lužný most (Auenbrücke), dem Verkehr freigegeben. Die neue Brücke soll den Transitverkehr übernehmen und so die Situation auf der Hafenbrücke weiter entschärfen.